# Copa de la AFC 2014
La Copa de la AFC 2014 fue la undécima edición del segundo torneo de fútbol a nivel de clubes más importante de Asia organizado por la AFC, en la cual participaron 34 equipos de 19 países.

## Distribución de equipos
La cantidad de participantes se determinó el 26 de noviembre del 2013 con algunos cambios con respecto a la Copa de la AFC 2013, los cuales fueron:
1- Los equipos que originalmente participan en la Copa de la AFC pueden clasificar para la Liga de Campeones de la AFC 2014, y las federaciones pueden estar representadas en ambos torneos siempre y cuando cumplan con los criterios de la Liga de Campeones de la AFC.
2- Cada equipo que originalmente juega la Copa Presidente de la AFC puede participar en la Copa de la AFC 2014.
Los cambios en las asociaciones participantes se hicieron comparándolos con la temporada anterior:
1- Los equipos de Kirguistán y Palestina fueron promovidos para jugar en la Copa de la AFC en lugar de la Copa Presidente de la AFC desde 2014.
Cada participante tendrá 2 plazas para la fase de grupos o una para la ronda clasificatoria basada en el ranking de la AFC y el número de asociaciones de cada zona (oriental u occidental).
| Zona Oeste Asiático | Zona Oeste Asiático    | Zona Oeste Asiático | Zona Oeste Asiático  | Zona Oeste Asiático  | Zona Oeste Asiático  | Zona Oeste Asiático  | Zona Oeste Asiático | Zona Oeste Asiático | Zona Oeste Asiático |
| Asociación          | Asociación             | Puntos              | AFC Champions League | AFC Champions League | AFC Champions League | AFC Champions League | AFC Cup             | AFC Cup             | AFC President's Cup |
| Asociación          | Asociación             | Puntos              | Fase de Grupos       | Ronda de Play-Off    | 2°Ronda Previa       | 1°Ronda Previa       | Fase de Grupos      | Ronda de Play-Off   | Fase de Grupos      |
| ------------------- | ---------------------- | ------------------- | -------------------- | -------------------- | -------------------- | -------------------- | ------------------- | ------------------- | ------------------- |
| 1                   | Irán                   | 908.47              | 4                    |                      |                      |                      |                     |                     |                     |
| 2                   | Arabia Saudíta         | 869.62              | 4                    |                      |                      |                      |                     |                     |                     |
| 3                   | Emiratos Árabes Unidos | 848.94              | 3                    |                      | 1                    |                      |                     |                     |                     |
| 4                   | Catar                  | 848.56              | 2                    |                      | 2                    |                      |                     |                     |                     |
| 5                   | Uzbekistán             | 693.38              | 1                    |                      | 2                    |                      |                     |                     |                     |
| 6                   | Jordania               | 500.89              |                      |                      |                      | (1)                  | 2                   |                     |                     |
| 7                   | Omán                   | 390.02              |                      |                      |                      | (1)                  | 2                   |                     |                     |
| 8                   | Baréin                 | 253.67              |                      |                      |                      | (1)                  | 2                   |                     |                     |
| 9                   | Irak                   | -                   |                      |                      |                      | (1)                  | 2                   |                     |                     |
| 10                  | Kuwait                 | -                   |                      |                      |                      | (1+1)                | 2                   |                     |                     |
| 11                  | Siria                  | -                   |                      |                      |                      |                      | 2                   |                     |                     |
| 12                  | Líbano                 | -                   |                      |                      |                      |                      | 2                   |                     |                     |
| 13                  | Tayikistán             | -                   |                      |                      |                      |                      |                     | 1                   |                     |
| 14                  | Palestina              | -                   |                      |                      |                      |                      |                     | 1                   |                     |
| 15                  | Kirguistán             | -                   |                      |                      |                      |                      |                     | 1                   |                     |
| 16                  | Yemen                  | -                   |                      |                      |                      |                      |                     | 1                   |                     |
| 17                  | Bangladés              | -                   |                      |                      |                      |                      |                     |                     | 1                   |
| 18                  | Bután                  | -                   |                      |                      |                      |                      |                     |                     | 1                   |
| 19                  | Nepal                  | -                   |                      |                      |                      |                      |                     |                     | 1                   |
| 20                  | Pakistán               | -                   |                      |                      |                      |                      |                     |                     | 1                   |
| 21                  | Sri Lanka              | -                   |                      |                      |                      |                      |                     |                     | 1                   |
| 22                  | Turkmenistán           | -                   |                      |                      |                      |                      |                     |                     | 1                   |
| 23                  | Afganistán             | -                   |                      |                      |                      |                      |                     |                     | 0                   |
| Total Participantes | Total Participantes    | Total Participantes | 14                   | 0                    | 5                    | 6                    | 14                  | 4                   | 6                   |
| Total Participantes | Total Participantes    | Total Participantes | 25                   | 25                   | 25                   | 25                   | 18                  | 18                  | 6                   |

- Jordania, Omán y Baréin eran elegibles para la Liga de Campeones de la AFC pero no tuvieron las licencias requeridas
- Kuwait tuvo un cupo extra en la 1°Ronda Preliminar ya que tenían al campeón vigente de la Copa AFC
- Kirguistán y Palestina fueron promovidos de la Copa Presidente de la AFC a la Copa AFC para esta temporada
- Afganistán era elegible para la Copa Presidente de la AFC pero desistió su participación
- Bangladés y Bután geográficamente pertenecen a la Zona Este

| Zona Este Asiático  | Zona Este Asiático  | Zona Este Asiático  | Zona Este Asiático   | Zona Este Asiático   | Zona Este Asiático   | Zona Este Asiático   | Zona Este Asiático | Zona Este Asiático | Zona Este Asiático  |
| Asociación          | Asociación          | Puntos              | AFC Champions League | AFC Champions League | AFC Champions League | AFC Champions League | AFC Cup            | AFC Cup            | AFC President's Cup |
| Asociación          | Asociación          | Puntos              | Fase de Grupos       | Ronda de Play-Off    | 2°Ronda Previa       | 1°Ronda Previa       | Fase de Grupos     | Ronda de Play-Off  | Fase de Grupos      |
| ------------------- | ------------------- | ------------------- | -------------------- | -------------------- | -------------------- | -------------------- | ------------------ | ------------------ | ------------------- |
| 1                   | Japón               | 935.30              | 4                    |                      |                      |                      |                    |                    |                     |
| 2                   | República de Corea  | 887.45              | 4                    |                      |                      |                      |                    |                    |                     |
| 3                   | China               | 843.54              | 3                    | 1                    |                      |                      |                    |                    |                     |
| 4                   | Australia           | 804.08              | 2                    | 1                    |                      |                      |                    |                    |                     |
| 5                   | Tailandia           | 601.20              | 1                    |                      | 2                    |                      |                    |                    |                     |
| 6                   | India               | 526.55              |                      |                      |                      | (1)                  | 2                  |                    |                     |
| 7                   | Singapur            | 438.34              |                      |                      |                      | (1)                  | 2                  |                    |                     |
| 8                   | Hong Kong           | 408.02              |                      |                      |                      | (1)                  | 2                  |                    |                     |
| 9                   | Vietnam             | 301.31              |                      |                      |                      | (1)                  | 2                  |                    |                     |
| 10                  | Indonesia           | -                   |                      |                      |                      |                      | 2                  |                    |                     |
| 11                  | Malasia             | -                   |                      |                      |                      |                      | 2                  |                    |                     |
| 12                  | Maldivas            | -                   |                      |                      |                      |                      | 2                  |                    |                     |
| 13                  | Birmania            | -                   |                      |                      |                      |                      | 2                  |                    |                     |
| 14                  | Camboya             | -                   |                      |                      |                      |                      |                    |                    | 1                   |
| 15                  | Filipinas           | -                   |                      |                      |                      |                      |                    |                    | 1                   |
| 16                  | Mongolia            | -                   |                      |                      |                      |                      |                    |                    | 1                   |
| 17                  | RPD Corea           | -                   |                      |                      |                      |                      |                    |                    | 1                   |
| 18                  | Taiwán              | -                   |                      |                      |                      |                      |                    |                    | 1                   |
| 19                  | Brunéi Darussalam   | -                   |                      |                      |                      |                      |                    |                    | 0                   |
| 20                  | Guam                | -                   |                      |                      |                      |                      |                    |                    | 0                   |
| 21                  | Laos                | -                   |                      |                      |                      |                      |                    |                    | 0                   |
| 22                  | Macao               | -                   |                      |                      |                      |                      |                    |                    | 0                   |
| 23                  | Timor Oriental      | -                   |                      |                      |                      |                      |                    |                    | 0                   |
| Total Participantes | Total Participantes | Total Participantes | 14                   | 2                    | 2                    | 4                    | 16                 | 0                  | 5                   |
| Total Participantes | Total Participantes | Total Participantes | 22                   | 22                   | 22                   | 22                   | 16                 | 16                 | 5                   |

- RPD Corea participaron por primera véz en la Copa Presidente de la AFC en esta temporada
- Brunéi Darussalam,Guam, Laos, Macao y Timor Oriental eran elegibles para la Copa Presidente de la AFC pero desistieron su participación
- India y Maldivas geográficamente pertenecen a la Zona Oeste

### Participantes
| Club                                          | Método de clasificación                                                                | Participaciones                               | Última participación                          |
| Clasificados a la fase de grupos (Grupos A–D) | Clasificados a la fase de grupos (Grupos A–D)                                          | Clasificados a la fase de grupos (Grupos A–D) | Clasificados a la fase de grupos (Grupos A–D) |
| --------------------------------------------- | -------------------------------------------------------------------------------------- | --------------------------------------------- | --------------------------------------------- |
| Al-Hidd5                                      | 3º Lugar de la Bahrain First Division League 2012/13                                   | 1                                             |                                               |
| Riffa                                         | 4º Lugar de la Bahrain First Division League 2012/13                                   | 2                                             | 2010                                          |
| Al-Shorta5                                    | Campeón de la Iraqi Premier League 2012/13                                             | 1                                             |                                               |
| Erbil                                         | Subcampeón de la Iraqi Premier League 2012/13                                          | 5                                             | 2013                                          |
| Shabab Al-Ordon5                              | Campeón de la Jordan League 2012/13                                                    | 4                                             | 2010                                          |
| That Ras                                      | Ganador de la Jordan FA Cup 2012/13                                                    | 1                                             |                                               |
| Al-Kuwait5                                    | Campeón de la Liga Premier de Kuwait 2012/13                                           | 6                                             | 2013                                          |
| Al-Qadsia5                                    | Ganador de la Kuwait Emir Cup 2013                                                     | 5                                             | 2013                                          |
| Safa                                          | Campeón de la Lebanese Premier League 2012/13 Ganador de la Lebanese FA Cup 2012/13    | 5                                             | 2013                                          |
| Nejmeh                                        | Subcampeón de la Lebanese Premier League 2012/13                                       | 6                                             | 2010                                          |
| Al-Suwaiq2                                    | Campeón de la Liga Profesional de Omán 2012/13 Ganador de la Sultan Qaboos Cup 2012/13 | 4                                             | 2012                                          |
| Fanja                                         | Subcampeón de la Liga Profesional de Omán 2012/13                                      | 2                                             | 2013                                          |
| Al-Jaish                                      | Campeón de la Syrian Premier League 2013                                               | 4                                             | 2011                                          |
| Al-Wahda                                      | Ganador de la Syrian Cup 2013                                                          | 3                                             | 2013                                          |
| Participantes en la Ronda Clasificatoria      |                                                                                        |                                               |                                               |
| Alay Osh                                      | Campeón de la Kyrgyzstan League 2013                                                   | 1                                             |                                               |
| Shabab Al-Dhahiriya                           | Campeón de la West Bank Premier League 2012/13                                         | 1                                             |                                               |
| Ravshan Kulob                                 | Campeón de la Tajik League 2013                                                        | 2                                             | 2013                                          |
| Al-Yarmuk Al-Rawda                            | Campeón de la Yemeni League 2013                                                       | 1                                             |                                               |

| Club                                          | Método de clasificación                                              | Participaciones                               | Última participación                          |
| Clasificados a la fase de grupos (Grupos E–H) | Clasificados a la fase de grupos (Grupos E–H)                        | Clasificados a la fase de grupos (Grupos E–H) | Clasificados a la fase de grupos (Grupos E–H) |
| --------------------------------------------- | -------------------------------------------------------------------- | --------------------------------------------- | --------------------------------------------- |
| South China4                                  | Campeón de la Hong Kong First Division League 2012/13                | 5                                             | 2011                                          |
| Kitchee                                       | Ganador de la eliminatoria de la Hong Kong Season Play-off 2012/13   | 4                                             | 2013                                          |
| Pune2                                         | Subcampeón de la I-League 2012/13 2                                  | 1                                             |                                               |
| Churchill Brothers                            | Campeón de la I-League 2012/13                                       | 3                                             | 2013                                          |
| Persipura Jayapura                            | Campeón de la Indonesia Super League 2013 1                          | 2                                             | 2011                                          |
| Arema                                         | Subcampeón de la Indonesia Super League 2013 1                       | 2                                             | 2012                                          |
| Selangor                                      | Subcampeón de la Malaysia Super League 2013 3                        | 4                                             | 2013                                          |
| Kelantan                                      | Ganador de la Malaysia FA Cup 2013                                   | 3                                             | 2013                                          |
| New Radiant                                   | Campeón de la Dhivehi League 2013 Ganador de la Maldives FA Cup 2013 | 6                                             | 2013                                          |
| Maziya                                        | Subcampeón de la Dhivehi League 2013                                 | 2                                             | 2013                                          |
| Yangon United                                 | Campeón de la 2013 Myanmar National League                           | 3                                             | 2013                                          |
| Nay Pyi Taw                                   | Subcampeón de la 2013 Myanmar National League 4                      | 1                                             |                                               |
| Tampines Rovers2                              | Campeón de la S.League 2013                                          | 7                                             | 2013                                          |
| Home United                                   | Ganador de la Singapore Cup 2013                                     | 7                                             | 2012                                          |
| Hà Nội T&T2                                   | Campeón de la V.League 1 2013                                        | 2                                             | 2011                                          |
| Vissai Ninh Binh                              | Ganador de la 2013 Vietnamese Cup                                    | 1                                             |                                               |

Notas
1- El Persipura Jayapura y el Arema, Campeón y subcampeón de la Indonesia Super League 2013 respectivamente, fueron los elegidos para representar a Indonesia en la Copa de la AFC.
2- Desde la eliminación de la Indian Federation Cup, el campeón y el subcampeón de la I-League son los elegidos por la India para jugar en la Copa de la AFC.
3- Desde que el LionsXII, un club manejado por la Football Association of Singapore y que es inelegible para representar a Malasia en los torneos continentales, y fue el campeón de la Malaysia Super League 2013, el subcampeón de la liga fue el elegido para representar a Malasia en la Copa de la AFC.
4- Debido a que la MFF Cup fue cancelada por lo apretado del calendario de la temporada y la preparación para los 2013 Southeast Asian Games, el subcampeón de liga fue el elegido para representar a Myanmar en la Copa de la AFC.
5- Estos clubes clasificaron para jugar en la 2014 AFC Champions League qualifying play-off. Ellos entrarían a la fase de grupos de la Copa de la AFC de quedar eliminados en la ronda clasificatoria de la AFC Champions League. De lo contrario, serán reemplazados por otro club del mismo país (ver tabla).
| Club        | Método de clasificación                                | Participaciones | Última participación |
| ----------- | ------------------------------------------------------ | --------------- | -------------------- |
| Manama      | 5º Lugar de la Bahrain First Division League 2012/13   | 1               |                      |
| Al-Arabi    | 3º Lugar de la Liga Premier de Kuwait 2012/13          | 2               | 2009                 |
| Al-Nasr     | 4º Lugar de la Liga Premier de Kuwait 2012/13          | 2               | 2011                 |
| Sun Pegasus | 5º Lugar de la Hong Kong First Division League 2012/13 | 2               | 2011                 |
| SHB Ðà Nẵng | Subcampeón de la V.League 1 2013                       | 3               | 2013                 |

## Calendario
El calendario fue diseñado en las oficinas centrales de la AFC en Kuala Lumpur, Malasia.
| Fase                 | Ronda       | Sorteo                  | Ida                      | Vuelta                   |
| -------------------- | ----------- | ----------------------- | ------------------------ | ------------------------ |
| Ronda clasificatoria | 1           | N/A                     | 2 de febrero de 2014     | 2 de febrero de 2014     |
| Fase de grupos       | Fecha 1     | 10 de diciembre de 2013 | 25–26 de febrero de 2014 | 25–26 de febrero de 2014 |
| Fase de grupos       | Fecha 2     | 10 de diciembre de 2013 | 11–12 de marzo de 2014   | 11–12 de marzo de 2014   |
| Fase de grupos       | Fecha 3     | 10 de diciembre de 2013 | 18–19 de marzo de 2014   | 18–19 de marzo de 2014   |
| Fase de grupos       | Fecha 4     | 10 de diciembre de 2013 | 1–2 de abril de 2014     | 1–2 de abril de 2014     |
| Fase de grupos       | Fecha 5     | 10 de diciembre de 2013 | 8–9 de abril de 2014     | 8–9 de abril de 2014     |
| Fase de grupos       | Fecha 6     | 10 de diciembre de 2013 | 22–23 de abril de 2014   | 22–23 de abril de 2014   |
| Ronda eliminatoria   | 1/8         | 10 de diciembre de 2013 | 13–14 de mayo de 2014    | 13–14 de mayo de 2014    |
| Ronda eliminatoria   | 1/4         | TBA                     | 19 de agosto de 2014     | 26 de agosto de 2014     |
| Ronda eliminatoria   | Semifinales | TBA                     | 16 de septiembre de 2014 | 30 de septiembre de 2014 |
| Ronda eliminatoria   | Final       | TBA                     | 18 de octubre de 2014    | 18 de octubre de 2014    |

## Ronda clasificatoria
Cada serie se juega a un partido. De ser necesario se recurirá al tiempo extra o a los tiros desde el punto penal para determinar a un ganador. Los vencedores de cada serie avanzarán a la fase de grupos.
| Equipo 1            | Resultado    | Equipo 2           |
| ------------------- | ------------ | ------------------ |
| Ravshan Kulob       | 2–1          | Al-Yarmuk Al-Rawda |
| Shabab Al-Dhahiriya | 1–1 (7-8 p.) | Alay Osh           |

## Fase de grupos
El sorteo de los grupos se efectuó el 10 de diciembre de 2013. Los 32 equipos fueron divididos en ocho grupos de cuatro equipos cada uno, en donde no puede haber dos equipos del mismo país en el mismo grupo, jugando todos contra todos a visita recíproca, y los dos mejores equipos de cada grupo avanzarán a la siguiente ronda.
Se utilizarán los siguientes criterios de desempate:
1. Diferencia particular (enfrentamientos entre los equipos involucrados)
2. Gol diferencia en los enfrentamientos entre los equipos involucrados
3. Goles anotados en los enfrentamientos entre los equipos involucrados (el gol visita no se aplica a diferencia de la UEFA)
4. Gol diferencia en los partidos de la fase de grupos
5. Goles anotados en la fase de grupos
6. Penalti shoot-out si solo hay dos equipos involucrados y ambos están en el mismo terreno de juego
7. Menor puntuación en las tarjetas amarilla y rojas recibidas en la fase de grupos (1 punto por tarjeta amarilla, 3 puntos por una expulsión por doble tarjeta amarilla, 3 puntos por una tarjeta roja directa, 4 puntos por recibir una tarjeta amarilla y una tarjeta roja directa en el mismo juego)
8. Sorteo

### Grupo A
| Pos. | Equipo        | Pts. | PJ | G | E | P | GF | GC | Dif. | Clasificación |     | SAF | THR | SUW | RAV |
| ---- | ------------- | ---- | -- | - | - | - | -- | -- | ---- | ------------- | --- | --- | --- | --- | --- |
| 1    | Safa          | 16   | 6  | 5 | 1 | 0 | 13 | 1  | +12  | Segunda ronda |     |     | 1–0 | 1–0 | 8–0 |
| 2    | That Ras      | 11   | 6  | 3 | 2 | 1 | 9  | 4  | +5   | Segunda ronda |     | 0–0 |     | 1–0 | 5–1 |
| 3    | Al-Suwaiq     | 7    | 6  | 2 | 1 | 3 | 8  | 4  | +4   |               |     | 0–1 | 0–0 |     | 3–1 |
| 4    | Ravshan Kulob | 0    | 6  | 0 | 0 | 6 | 5  | 26 | −21  |               | 1–2 | 2–3 | 0–5 |     |     |

 Fuente: 

### Grupo B
| Pos. | Equipo    | Pts. | PJ | G | E | P | GF | GC | Dif. | Clasificación |     | KUW | NEJ | FAN | JAI |
| ---- | --------- | ---- | -- | - | - | - | -- | -- | ---- | ------------- | --- | --- | --- | --- | --- |
| 1    | Al-Kuwait | 13   | 6  | 4 | 1 | 1 | 12 | 4  | +8   | Segunda ronda |     |     | 2–1 | 4–0 | 2–0 |
| 2    | Al-Nejmeh | 9    | 6  | 2 | 3 | 1 | 4  | 3  | +1   | Segunda ronda |     | 1–1 |     | 1–0 | 0–0 |
| 3    | Fanja     | 6    | 6  | 1 | 3 | 2 | 2  | 6  | −4   |               |     | 2–1 | 0–0 |     | 0–0 |
| 4    | Al-Jaish  | 3    | 6  | 0 | 3 | 3 | 0  | 5  | −5   |               | 0–2 | 0–1 | 0–0 |     |     |

 Fuente: 

### Grupo C
| Pos. | Equipo    | Pts. | PJ | G | E | P | GF | GC | Dif. | Clasificación |     | QAD | HID | SHO | WAH |
| ---- | --------- | ---- | -- | - | - | - | -- | -- | ---- | ------------- | --- | --- | --- | --- | --- |
| 1    | Al-Qadsia | 11   | 6  | 3 | 2 | 1 | 11 | 5  | +6   | Segunda ronda |     |     | 2–0 | 3–0 | 1–1 |
| 2    | Al-Hidd   | 11   | 6  | 3 | 2 | 1 | 10 | 6  | +4   | Segunda ronda |     | 3–2 |     | 0–0 | 3–1 |
| 3    | Al-Shorta | 7    | 6  | 1 | 4 | 1 | 3  | 4  | −1   |               |     | 0–0 | 0–0 |     | 0–0 |
| 4    | Al-Wahda  | 2    | 6  | 0 | 2 | 4 | 5  | 14 | −9   |               | 1–3 | 1–4 | 1–3 |     |     |

 Fuente: 
Notas:
1. 1 2  Desempate: Al-Qadsia superó a Al-Hidd en el enfrentamiento directo.

### Grupo D
| Pos. | Equipo          | Pts. | PJ | G | E | P | GF | GC | Dif. | Clasificación |     | ERB | RIF | ORD | ALA |
| ---- | --------------- | ---- | -- | - | - | - | -- | -- | ---- | ------------- | --- | --- | --- | --- | --- |
| 1    | Erbil           | 15   | 6  | 5 | 0 | 1 | 19 | 5  | +14  | Segunda ronda |     |     | 1–2 | 3–2 | 6–0 |
| 2    | Riffa           | 10   | 6  | 3 | 1 | 2 | 7  | 7  | 0    | Segunda ronda |     | 0–3 |     | 2–0 | 2–0 |
| 3    | Shabab Al-Ordon | 9    | 6  | 3 | 0 | 3 | 9  | 10 | −1   |               |     | 1–3 | 3–1 |     | 2–1 |
| 4    | Alay Osh        | 1    | 6  | 0 | 1 | 5 | 1  | 14 | −13  |               | 0–3 | 0–0 | 0–1 |     |     |

 Fuente: 

### Grupo E
| Pos. | Equipo             | Pts. | PJ | G | E | P | GF | GC | Dif. | Clasificación |     | PSJ | CHB | HOM | NRA |
| ---- | ------------------ | ---- | -- | - | - | - | -- | -- | ---- | ------------- | --- | --- | --- | --- | --- |
| 1    | Persipura Jayapura | 11   | 6  | 3 | 2 | 1 | 9  | 4  | +5   | Segunda ronda |     |     | 2–0 | 0–2 | 3–0 |
| 2    | Churchill Brothers | 10   | 6  | 3 | 1 | 2 | 10 | 7  | +3   | Segunda ronda |     | 1–1 |     | 3–1 | 3–0 |
| 3    | Home United        | 10   | 6  | 3 | 1 | 2 | 8  | 6  | +2   |               |     | 1–1 | 2–1 |     | 2–0 |
| 4    | New Radiant        | 3    | 6  | 1 | 0 | 5 | 2  | 12 | −10  |               | 0–2 | 1–2 | 1–0 |     |     |

 Fuente: 
Notas:
1. 1 2  Desempate: Churchill Brothers superó al Home United por el enfrentamiento directo.

### Grupo F
| Pos. | Equipo       | Pts. | PJ | G | E | P | GF | GC | Dif. | Clasificación |     | HNT | ARE | SEL | MAZ |
| ---- | ------------ | ---- | -- | - | - | - | -- | -- | ---- | ------------- | --- | --- | --- | --- | --- |
| 1    | Hà Nội T&T   | 15   | 6  | 5 | 0 | 1 | 14 | 7  | +7   | Segunda ronda |     |     | 2–1 | 1–0 | 5–1 |
| 2    | Arema Cronus | 10   | 6  | 3 | 1 | 2 | 10 | 9  | +1   | Segunda ronda |     | 1–3 |     | 1–0 | 3–2 |
| 3    | Selangor     | 8    | 6  | 2 | 2 | 2 | 9  | 6  | +3   |               |     | 3–1 | 1–1 |     | 4–1 |
| 4    | Maziya       | 1    | 6  | 0 | 1 | 5 | 7  | 18 | −11  |               | 1–2 | 1–3 | 1–1 |     |     |

 Fuente: 

### Grupo G
| Pos. | Equipo           | Pts. | PJ | G | E | P | GF | GC | Dif. | Clasificación |     | VNB | YAN | SCA | KEL |
| ---- | ---------------- | ---- | -- | - | - | - | -- | -- | ---- | ------------- | --- | --- | --- | --- | --- |
| 1    | Vissai Ninh Bình | 16   | 6  | 5 | 1 | 0 | 18 | 7  | +11  | Segunda ronda |     |     | 3–2 | 1–1 | 4–0 |
| 2    | Yangon United    | 9    | 6  | 3 | 0 | 3 | 16 | 17 | −1   | Segunda ronda |     | 1–4 |     | 2–0 | 5–3 |
| 3    | South China      | 7    | 6  | 2 | 1 | 3 | 11 | 11 | 0    |               |     | 1–3 | 5–3 |     | 4–0 |
| 4    | Kelantan         | 3    | 6  | 1 | 0 | 5 | 9  | 19 | −10  |               | 2–3 | 2–3 | 2–0 |     |     |

 Fuente: 

### Grupo H
| Pos. | Equipo          | Pts. | PJ | G | E | P | GF | GC | Dif. | Clasificación |     | KIT | NPT | TAM | PUN |
| ---- | --------------- | ---- | -- | - | - | - | -- | -- | ---- | ------------- | --- | --- | --- | --- | --- |
| 1    | Kitchee         | 13   | 6  | 4 | 1 | 1 | 15 | 5  | +10  | Segunda ronda |     |     | 2–0 | 4–0 | 2–2 |
| 2    | Nay Pyi Taw     | 8    | 6  | 2 | 2 | 2 | 10 | 10 | 0    | Segunda ronda |     | 1–2 |     | 3–1 | 3–3 |
| 3    | Tampines Rovers | 6    | 6  | 2 | 0 | 4 | 9  | 16 | −7   |               |     | 0–5 | 0–1 |     | 3–1 |
| 4    | Pune            | 6    | 6  | 1 | 3 | 2 | 12 | 15 | −3   |               | 2–0 | 2–2 | 2–5 |     |     |

 Fuente: 
Notas:
1. 1 2  Tiebreakers: Tampines Rovers and Pune are ranked on head-to-head record.

## Segunda ronda
En esta ronda, los 16 equipos clasificados se enfrentarán a un partido, y a partir de la ronda de cuartos de final serán enfrentamientos ida y vuelta. En las series de eliminación a ida y vuelta se utilizarán la regla del gol de visitante, tiempo extra (no procede la regla del gol de visitante en él) y los tiros desde el punto penal en caso de ser necesario.
|  | Octavos de final      | Octavos de final   | Octavos de final    |       |       | Cuartos de final  | Cuartos de final  | Cuartos de final  |  |  | Semifinales           | Semifinales           | Semifinales           |  |  | Final         | Final         | Final         |
|  | 13 - 14 de mayo       | 13 - 14 de mayo    | 13 - 14 de mayo     |       |       | 19 - 26 de agosto | 19 - 26 de agosto | 19 - 26 de agosto |  |  | 15 - 30 de septiembre | 15 - 30 de septiembre | 15 - 30 de septiembre |  |  | 18 de octubre | 18 de octubre | 18 de octubre |
|  |                       |                    |                     |       |       |                   |                   |                   |  |  |                       |                       |                       |  |  |               |               |               |
|  |                       |                    |                     |       |       |                   |                   |                   |  |  |                       |                       |                       |  |  |               |               |               |
|  |                       |                    |                     |       |       |                   |                   |                   |  |  |                       |                       |                       |  |  |               |               |               |
|  | Hà Nội T&T FC         | 5                  |                     |       |       |                   |                   |                   |  |  |                       |                       |                       |  |  |               |               |               |
|  | Hà Nội T&T FC         | 5                  |                     |       |       |                   |                   |                   |  |  |                       |                       |                       |  |  |               |               |               |
|  | Nay Pyi Taw FC        | 0                  |                     |       |       |                   |                   |                   |  |  |                       |                       |                       |  |  |               |               |               |
|  | Nay Pyi Taw FC        | 0                  | Hà Nội T&T FC       | 0     | 0     |                   |                   |                   |  |  |                       |                       |                       |  |  |               |               |               |
|  |                       |                    |                     |       | 0     |                   |                   |                   |  |  |                       |                       |                       |  |  |               |               |               |
|  |                       | Erbil SC           | 1                   | 2     |       |                   |                   |                   |  |  |                       |                       |                       |  |  |               |               |               |
|  | Erbil SC              | Erbil SC           | 1                   | 2     | 0 (3) |                   |                   |                   |  |  |                       |                       |                       |  |  |               |               |               |
|  | Erbil SC              |                    |                     |       | 0 (3) |                   |                   |                   |  |  |                       |                       |                       |  |  |               |               |               |
|  | Nejmeh SC             | 0 (0)              |                     |       |       |                   |                   |                   |  |  |                       |                       |                       |  |  |               |               |               |
|  | Nejmeh SC             | 0 (0)              | Erbil SC            | 1     | 2     |                   |                   |                   |  |  |                       |                       |                       |  |  |               |               |               |
|  |                       |                    |                     |       | 2     |                   |                   |                   |  |  |                       |                       |                       |  |  |               |               |               |
|  |                       | Kitchee SC         | 1                   | 1     |       |                   |                   |                   |  |  |                       |                       |                       |  |  |               |               |               |
|  | Vissai Ninh Bình FC   | Kitchee SC         | 1                   | 1     | 4     |                   |                   |                   |  |  |                       |                       |                       |  |  |               |               |               |
|  | Vissai Ninh Bình FC   |                    |                     |       | 4     |                   |                   |                   |  |  |                       |                       |                       |  |  |               |               |               |
|  | Churchill Brothers SC | 2                  |                     |       |       |                   |                   |                   |  |  |                       |                       |                       |  |  |               |               |               |
|  | Churchill Brothers SC | 2                  | Vissai Ninh Bình FC | 2     | 1     |                   |                   |                   |  |  |                       |                       |                       |  |  |               |               |               |
|  |                       |                    |                     |       | 1     |                   |                   |                   |  |  |                       |                       |                       |  |  |               |               |               |
|  |                       | Kitchee SC         | 4                   | 0     |       |                   |                   |                   |  |  |                       |                       |                       |  |  |               |               |               |
|  | Kitchee SC            | Kitchee SC         | 4                   | 0     | 2     |                   |                   |                   |  |  |                       |                       |                       |  |  |               |               |               |
|  | Kitchee SC            |                    |                     |       | 2     |                   |                   |                   |  |  |                       |                       |                       |  |  |               |               |               |
|  | Arema Cronus          | 0                  |                     |       |       |                   |                   |                   |  |  |                       |                       |                       |  |  |               |               |               |
|  | Arema Cronus          | 0                  | Erbil SC            | 0 (2) |       |                   |                   |                   |  |  |                       |                       |                       |  |  |               |               |               |
|  |                       |                    |                     |       |       |                   |                   |                   |  |  |                       |                       |                       |  |  |               |               |               |
|  |                       | Qadsia SC          | 0 (4)               |       |       |                   |                   |                   |  |  |                       |                       |                       |  |  |               |               |               |
|  | Qadsia SC             | Qadsia SC          | 0 (4)               | 4     |       |                   |                   |                   |  |  |                       |                       |                       |  |  |               |               |               |
|  | Qadsia SC             |                    |                     |       |       |                   |                   |                   |  |  |                       |                       |                       |  |  |               |               |               |
|  | That Ras Club         | 0                  |                     |       |       |                   |                   |                   |  |  |                       |                       |                       |  |  |               |               |               |
|  | That Ras Club         | 0                  | Qadsia SC (v)       | 1     | 2     |                   |                   |                   |  |  |                       |                       |                       |  |  |               |               |               |
|  |                       |                    |                     |       | 2     |                   |                   |                   |  |  |                       |                       |                       |  |  |               |               |               |
|  |                       | Hidd SCC           | 1                   | 2     |       |                   |                   |                   |  |  |                       |                       |                       |  |  |               |               |               |
|  | Safa SC               | Hidd SCC           | 1                   | 2     | 0     |                   |                   |                   |  |  |                       |                       |                       |  |  |               |               |               |
|  | Safa SC               |                    |                     |       | 0     |                   |                   |                   |  |  |                       |                       |                       |  |  |               |               |               |
|  | Hidd SCC              | 1                  |                     |       |       |                   |                   |                   |  |  |                       |                       |                       |  |  |               |               |               |
|  | Hidd SCC              | 1                  | Qadsia SC           | 4     | 6     |                   |                   |                   |  |  |                       |                       |                       |  |  |               |               |               |
|  |                       |                    |                     |       | 6     |                   |                   |                   |  |  |                       |                       |                       |  |  |               |               |               |
|  |                       | Persipura Jayapura | 2                   | 0     |       |                   |                   |                   |  |  |                       |                       |                       |  |  |               |               |               |
|  | Kuwait SC             | Persipura Jayapura | 2                   | 0     | 3     |                   |                   |                   |  |  |                       |                       |                       |  |  |               |               |               |
|  | Kuwait SC             |                    |                     |       | 3     |                   |                   |                   |  |  |                       |                       |                       |  |  |               |               |               |
|  | Riffa SC              | 0                  |                     |       |       |                   |                   |                   |  |  |                       |                       |                       |  |  |               |               |               |
|  | Riffa SC              | 0                  | Kuwait SC           | 3     | 1     |                   |                   |                   |  |  |                       |                       |                       |  |  |               |               |               |
|  |                       |                    |                     |       | 1     |                   |                   |                   |  |  |                       |                       |                       |  |  |               |               |               |
|  |                       | Persipura Jayapura | 2                   | 6     |       |                   |                   |                   |  |  |                       |                       |                       |  |  |               |               |               |
|  | Persipura Jayapura    | Persipura Jayapura | 2                   | 6     | 9     |                   |                   |                   |  |  |                       |                       |                       |  |  |               |               |               |
|  | Persipura Jayapura    |                    |                     |       | 9     |                   |                   |                   |  |  |                       |                       |                       |  |  |               |               |               |
|  | Yangon United FC      | 2                  |                     |       |       |                   |                   |                   |  |  |                       |                       |                       |  |  |               |               |               |

### Octavos de final
En esta ronda, los ganadores de cada grupo enfrentarán a los segundos lugares de otro grupo, pero de la misma zona, con los ganadores de grupo teniendo la ventaja de localía.
| Equipo 1           | Resultado       | Equipo 2           |
| Zona Occidental    | Zona Occidental | Zona Occidental    |
| ------------------ | --------------- | ------------------ |
| Safa               | 0-1             | Al-Hidd            |
| Al-Qadsia          | 4-0             | That Ras           |
| Al-Kuwait          | 3-0             | Riffa              |
| Erbil              | 0-0 (3-0 p.)    | Nejmeh             |
| Zona Oriental      |                 |                    |
| Persipura Jayapura | 9-2             | Yangon United      |
| Vissai Ninh Binh   | 4-2             | Churchill Brothers |
| Hà Nội T&T         | 5-0             | Nay Pyi Taw        |
| Kitchee            | 2-0             | Arema              |

### Cuartos de final
El sorteo de los cuartos de final, semifinales, y la final (que decide la sede) se realizará cuando la ronda de octavos de final termine. En este sorteo, los equipos de diferentes zonas pueden enfrentarse a equipos de la otra, debido a la Regla de Protección del País: si hay dos equipos de la misma asociación, no podrán enfrentarse en los cuartos de final; sin embargo, si hay más de dos equipos de la misma asociación, sí podrán enfrentase en los cuartos de final.
| Equipo 1         | Agr.     | Equipo 2           | Ida | Vuelta |
| ---------------- | -------- | ------------------ | --- | ------ |
| Hà Nội T&T       | 0-3      | Erbil              | 0-1 | 0-2    |
| Vissai Ninh Binh | 3-4      | Kitchee            | 2-4 | 1-0    |
| Al-Qadsia        | 3-3 (v.) | Al-Hidd            | 1-1 | 2-2    |
| Al-Kuwait        | 4-8      | Persipura Jayapura | 3-2 | 1-6    |

### Semifinales
| Equipo 1  | Agr. | Equipo 2           | Ida | Vuelta |
| --------- | ---- | ------------------ | --- | ------ |
| Erbil     | 3-2  | Kitchee            | 1-1 | 2-1    |
| Al-Qadsia | 10-2 | Persipura Jayapura | 4-2 | 6-0    |

### Final
| 19 de octubre de 2014 | Erbil                         | 0:0 (t. s.)(2:4 p.)        | Al-Qadsia                                        | Estadio Maktoum Bin Rashid Al Maktoum, Dubái           |                                                        |
|                       |                               | Reporte                    |                                                  | Asistencia: 5240 espectadores Árbitro(s): Kim Dong-jin | Asistencia: 5240 espectadores Árbitro(s): Kim Dong-jin |
|                       |                               | Tiros desde el punto penal |                                                  |                                                        |                                                        |
|                       | Radhi · Hawar · Barzan · Faez |                            | Al-Mutawa · Said · Al Ansari · Ebrahim · Subotić |                                                        |                                                        |

#### Detalles
| Erbil | Al-Qadsia |

| POR          | 12 | Jalal Hasan                       |      |      |
| DEF          | 3  | Herdi Siamand                     | 120' |      |
| DEF          | 5  | Ali Faez Atia                     |      |      |
| DEF          | 13 | Ahmed Mohammed Hussein            |      |      |
| DEF          | 32 | Nadim Sabagh                      |      |      |
| MED          | 7  | Halgurd Mulla Mohammed            |      | 113' |
| MED          | 16 | Miran Khesro                      |      |      |
| MED          | 17 | Nabeel Sabah                      |      | 90'  |
| MED          | 30 | Víctor Ormazábal                  |      |      |
| DEL          | 10 | Amjad Radhi                       |      |      |
| DEL          | 11 | Luay Salah                        | 89'  | 106' |
| Suplentes    |    |                                   |      |      |
| POR          | 21 | Sarhang Muhsin                    |      |      |
| DEF          | 2  | Burhan Jumaah                     |      |      |
| DEF          | 23 | Kosrat Baiz Ali                   |      |      |
| MED          | 9  | Hawar Mulla Mohammed              |      | 106' |
| MED          | 20 | Mohammed Khalid Jaffal Al-Jumaili |      |      |
| MED          | 29 | Barzan Sherzad                    |      | 113' |
| MED          | 36 | Hatem Zaidan                      |      | 90'  |
| Entrenador   |    |                                   |      |      |
| Ayoub Odisho |    |                                   |      |      |

| POR           | 22 | Nawaf Al Khaldi   |      |      |
| DEF           | 6  | Khaled Al Qahtani | 86'  |      |
| DEF           | 18 | Amer Al Fadhel    |      | 91'  |
| DEF           | 27 | Álvaro Silva      |      |      |
| MED           | 8  | Saleh Al Sheikh   |      |      |
| MED           | 10 | Saif Al Hashan    |      | 107' |
| MED           | 11 | Fahad Al Ansari   | 101' |      |
| DEL           | 14 | Talal Al Amer     |      | 75'  |
| DEL           | 17 | Bader Al-Mutawa   | 120' |      |
| DEL           | 31 | Danijel Subotić   |      |      |
| DEL           | 36 | Khalid El Ebrahim |      |      |
| Suplentes     |    |                   |      |      |
| POR           | 23 | Ahmed Al Fahdli   |      |      |
| MED           | 4  | Shehu Abdullahi   |      |      |
| MED           | 7  | Hamad Aman        |      | 107' |
| MED           | 34 | Ahmad Al Dhefiri  |      |      |
| DEL           | 12 | Sultan Al Enezi   |      | 75'  |
| DEL           | 15 | Soud Al Mejmed    |      |      |
| DEL           | 25 | Dhari Said        |      | 91'  |
| Entrenador    |    |                   |      |      |
| Antonio Puche |    |                   |      |      |

|                               |
| Bandera de Kuwait             |
| Campeón Al-Qadsia 1.er título |

## Estadísticas

### Goleadores
| Posición | Jugador            | Equipo             | MD1 | MD2 | MD3 | MD4 | MD5 | MD6 | R16 | QF1 | QF2 | SF1 | SF2 | F | Total |
| -------- | ------------------ | ------------------ | --- | --- | --- | --- | --- | --- | --- | --- | --- | --- | --- | - | ----- |
| 1        | Juan Belencoso     | Kitchee            | 1   | 1   | 2   | 1   | 3   |     |     | 2   |     | 1   |     |   | 11    |
| 2        | Omar Al Soma       | Al-Qadsia          |     | 1   | 1   | 1   | 3   |     | 1   |     |     |     |     |   | 7     |
| 2        | César              | Yangon United FC   |     | 2   | 1   | 1   | 1   | 1   | 1   |     |     |     |     |   | 7     |
| 2        | Paulo Rangel       | Selangor           | 1   |     |     | 3   |     | 3   |     |     |     |     |     |   | 7     |
| 5        | Kyaw Ko Ko         | Yangon United FC   | 3   |     |     | 1   | 1   |     | 1   |     |     |     |     |   | 6     |
| 5        | Nguyễn Văn Quyết   | Hà Nội T&T         | 3   | 1   | 1   |     | 1   |     |     |     |     |     |     |   | 6     |
| 5        | Boaz Solossa       | Persipura Jayapura | 1   |     |     | 2   | 1   |     |     |     | 1   | 1   |     |   | 6     |
| 8        | Saif Al Hashan     | Al-Qadsia          |     | 1   | 1   |     |     |     | 1   |     |     | 1   | 1   |   | 5     |
| 8        | Bader Al-Mutawa    | Al-Qadsia          |     |     |     |     |     |     | 1   | 1   |     | 1   | 2   |   | 5     |
| 8        | Đinh Văn Ta        | Vissai Ninh Bình   | 1   | 2   |     |     |     | 2   |     |     |     |     |     |   | 5     |
| 8        | Boakay Eddie Foday | Persipura Jayapura |     |     |     |     |     |     | 5   |     |     |     |     |   | 5     |
| 8        | Borja Rubiato      | Arbil FC           |     |     | 1   | 2   | 1   | 1   |     |     |     |     |     |   | 5     |

Nota: Goles marcados en la fase de calificación no son contados (ver regulaciones, Artículo 74c).
Fuente: